# Odontolabis gazella inaequalis
Odontolabis gazella inaequalis es una subespecie de coleóptero de la familia Lucanidae.

## Distribución geográfica
Habita en Nias (Indonesia).